# Juan Adriel Ochoa
Juan Adriel Ochoa (Mazatlán, México, 6 de abril de 1987) es un futbolista mexicano. Su posición es de mediocampista con el JK Nõmme Kalju de la Meistriliiga. 

## Clubes
| Club                                           | País    | Año         |
| ---------------------------------------------- | ------- | ----------- |
| Leones Negros de la Universidad de Guadalajara | México  | 2008 - 2010 |
| JK Nõmme Kalju                                 | Estonia | 2010 -      |